# Kanton Saint-Nazaire-2
 Saint-Nazaire-2 is een kanton van het Franse departement Loire-Atlantique. Het kanton maakt deel uit van het arrondissement  Saint-Nazaire.
In 2020 telde het 51.679 inwoners.

Het kanton werd gevormd ingevolge het decreet van 25 februari 2014 , met uitwerking op 22 maart 2015, met Saint-Nazaire als hoofdplaats.

## Gemeenten
Het kanton omvat de volgende gemeenten:
- Besné
- Donges
- Montoir-de-Bretagne
- Saint-Malo-de-Guersac
- Saint-Nazaire (hoofdplaats) (oostelijk deel)
- Trignac